# Penaeaceae
Penaeaceae es una familia de plantas del orden Myrtales. Son arbustos y pequeños árboles perennifolios, nativos de Sudáfrica. La familia contiene 25 especies dentro de siete géneros. 

## Géneros
- Brachysiphon
- Endonema
- Glischrocolla
- Penaea
- Saltera
- Sonderothamnus
- Stylapterus